# Punta Alta
Punta Alta è una città del sud della provincia di Buenos Aires capoluogo del partido di Coronel Rosales. Punta Alta è la sede della più importante base navale della Armada Argentina Puerto Belgrano, intorno alla quale la città si è sviluppata.

## Amministrazione

### Gemellaggi
Punta Alta è gemellata, dal 2 ottobre 2008, con Barcellona Pozzo di Gotto, un comune italiano della Provincia di Messina e in città risiede una folta colonia di figli di emigranti barcellonesi.
- Barcellona Pozzo di Gotto dal 2008